# François-Xavier Brunet
François-Xavier Brunet (Saint-André-d'Argenteuil, 26 novembre 1868 – Montréal, 7 gennaio 1922) è stato un vescovo cattolico canadese.

## Biografia
Studiò sotto gli Oblati di Maria Immacolata a Ottawa e fu ordinato prete nel 1893.
Fu vicario nella cattedrale di Ottawa e e poi ad Aylmer; fu curato a Mayo e a Bourget. Nel 1904 fu nominato segretario dell'arcivescovo di Ottawa.
Il 6 agosto 1913 papa Pio X lo elesse primo vescovo di Mont-Laurier: eresse 14 parrocchie, fece costruire la cattedrale e l'episcopio e fondò la congregazione delle suore di Nostra Signora Ausiliatrice.

## Genealogia episcopale
La genealogia episcopale è:
- Cardinale Scipione Rebiba
- Cardinale Giulio Antonio Santori
- Cardinale Girolamo Bernerio, O.P.
- Arcivescovo Galeazzo Sanvitale
- Cardinale Ludovico Ludovisi
- Cardinale Luigi Caetani
- Cardinale Ulderico Carpegna
- Cardinale Paluzzo Paluzzi Altieri degli Albertoni
- Papa Benedetto XIII
- Papa Benedetto XIV
- Cardinale Enrico Enriquez
- Arcivescovo Manuel Quintano Bonifaz
- Cardinale Buenaventura Córdoba Espinosa de la Cerda
- Cardinale Giuseppe Maria Doria Pamphilj
- Papa Pio VIII
- Papa Pio IX
- Arcivescovo Armand-Françios-Marie de Charbonnel, O.F.M.Cap.
- Arcivescovo John Joseph Lynch, C.M.
- Cardinale Elzéar-Alexandre Taschereau
- Arcivescovo Joseph-Thomas Duhamel
- Arcivescovo Charles Hugh Gauthier
- Vescovo François-Xavier Brunet